# Barry Flanagan

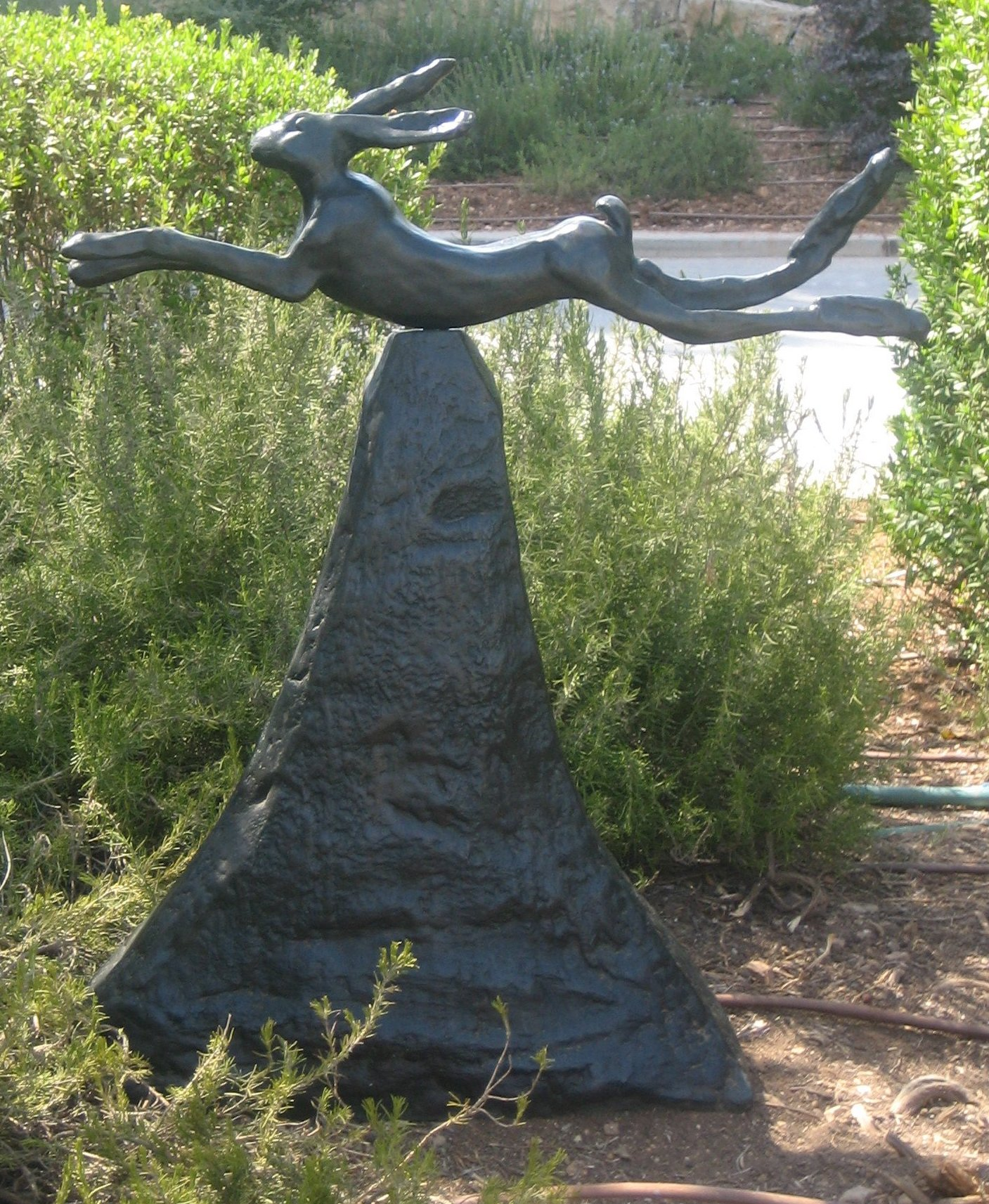
Untitled (1990) Billy Rose Art Garden, Jeruzalem

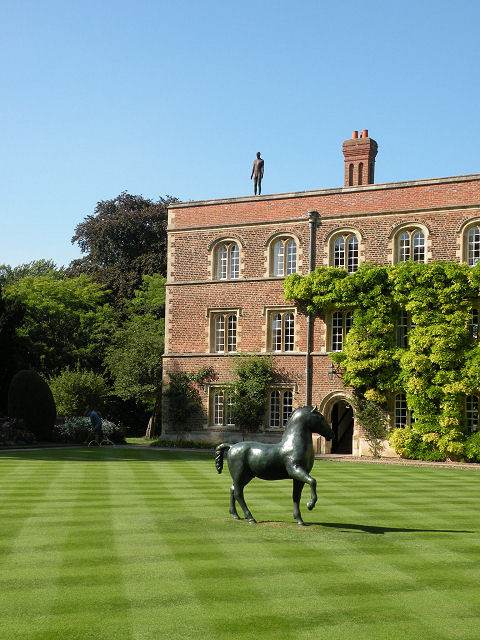
Bronze Horse (1990), Jesus College in Cambridge

Barry Flanagan (Prestatyn, 11 januari 1941 – Ibiza, 31 augustus 2009) was een Britse beeldhouwer, die vooral bekendheid kreeg door zijn grote bronzen beelden van hazen.

## Leven en werk
Flanagan werd geboren in Noord-Wales, niet ver van Liverpool waar zijn vader werkte bij Warner Bros. Pictures. Hij studeerde aan het Birmingham College of Art and Crafts van 1957 tot 1958. In 1961 volgde hij een avondcursus bij de beeldhouwer Anthony Caro. Hij vervolgde zijn kunstopleiding in 1964 bij onder anderen Phillip King aan de St. Martins School of Art (nu bekend als Central Saint Martins College of Art and Design) in Londen. Flanagan voltooide die opleiding in 1966 en gaf vervolgens les aan dezelfde St. Martins School of Art en aan de Central School of Arts and Crafts van 1967 tot 1971.

## Exposities
Flanagan werd uitgenodigd voor documenta 5 (in 1972) en 7 (in 1982) in Kassel en vertegenwoordigde het Verenigd Koninkrijk in 1982 bij de Biënnale van Venetië. Een belangrijke retrospectieve werd gehouden in de Fundación 'La Caixa' in Madrid in 1993 en in het Musée des Beaux-Arts in Nantes in 1994.
Flanagans bronzen hazen werden op veel plaatsen in de openbare ruimte tentoongesteld, zoals op Park Avenue in New York in 1995 en in het Grant Park van Chicago in 1996. In 1999 had hij een eenmanstentoonstelling in Brussel gevolgd door een expositie in de Tate Liverpool in 2000. In 2002 volgde een belangrijke tentoonstelling van zijn werk in de Kunsthalle Recklinghausen. Deze expositie was later ook nog te zien in het Musée d'Art Moderne et d'Art Contemporain (Nice).

## Fotogalerij

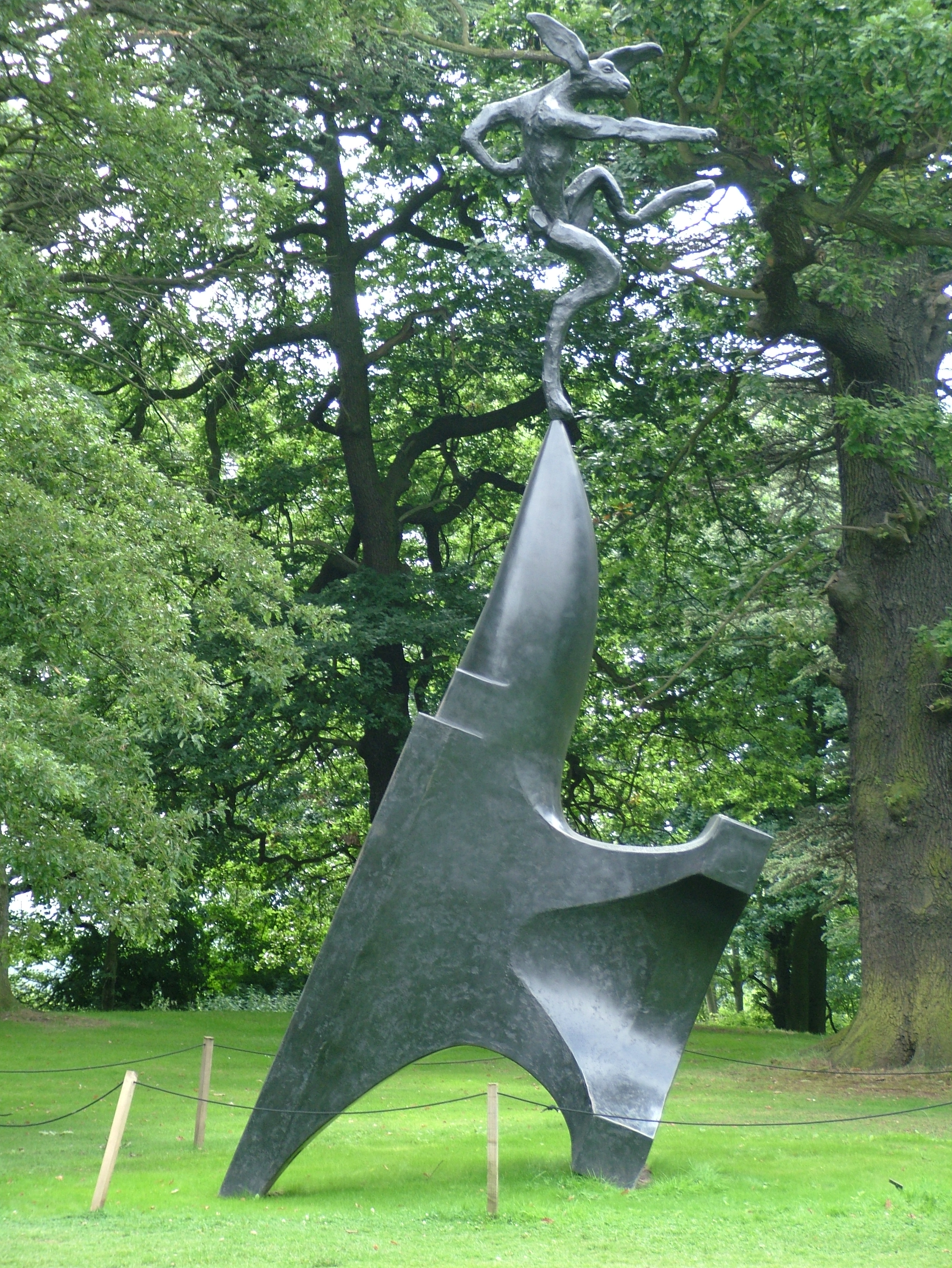
Yorkshire Sculpture Park (Engeland)
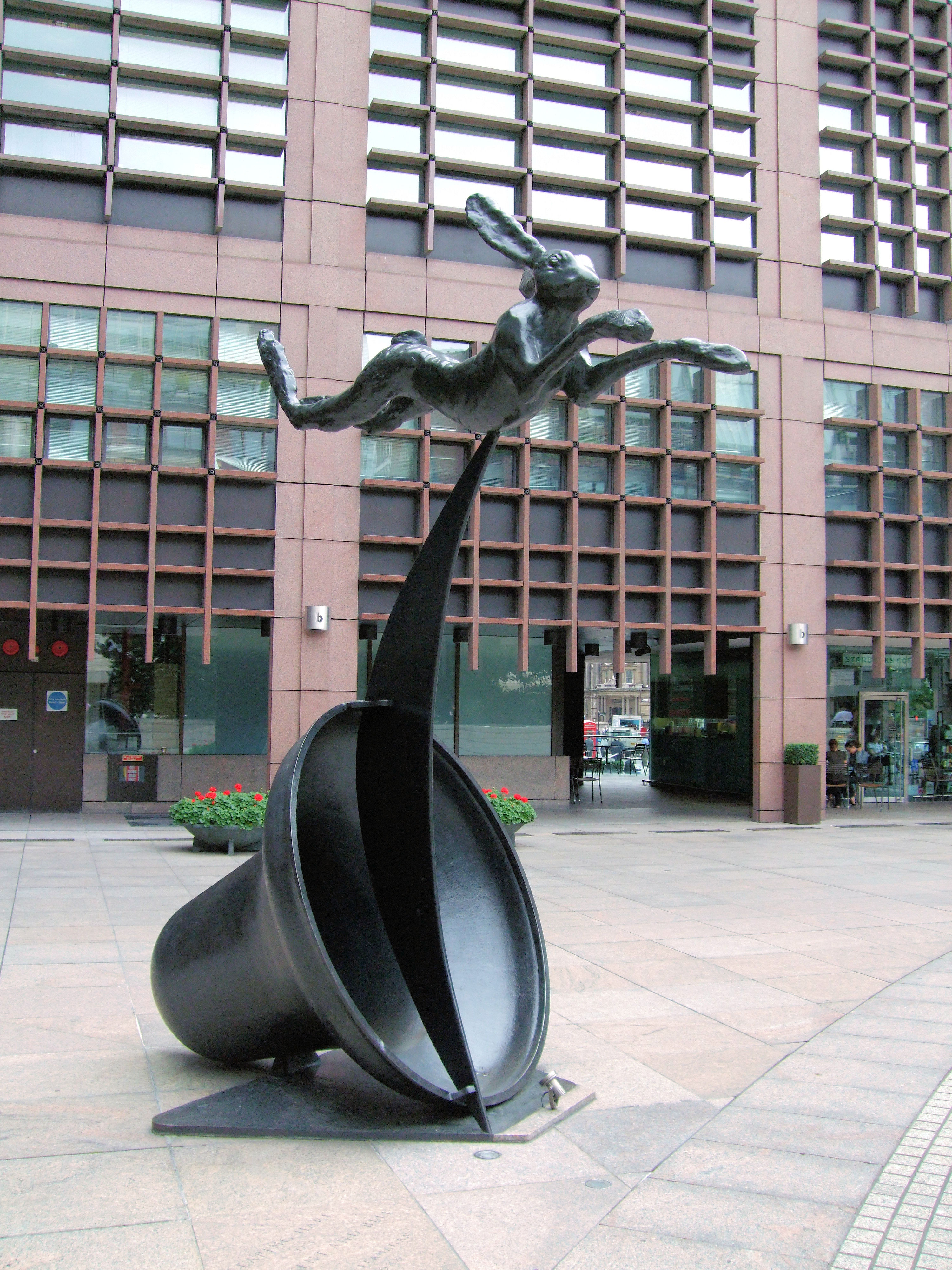
Leaping Hare On Crescent and Bell, Londen
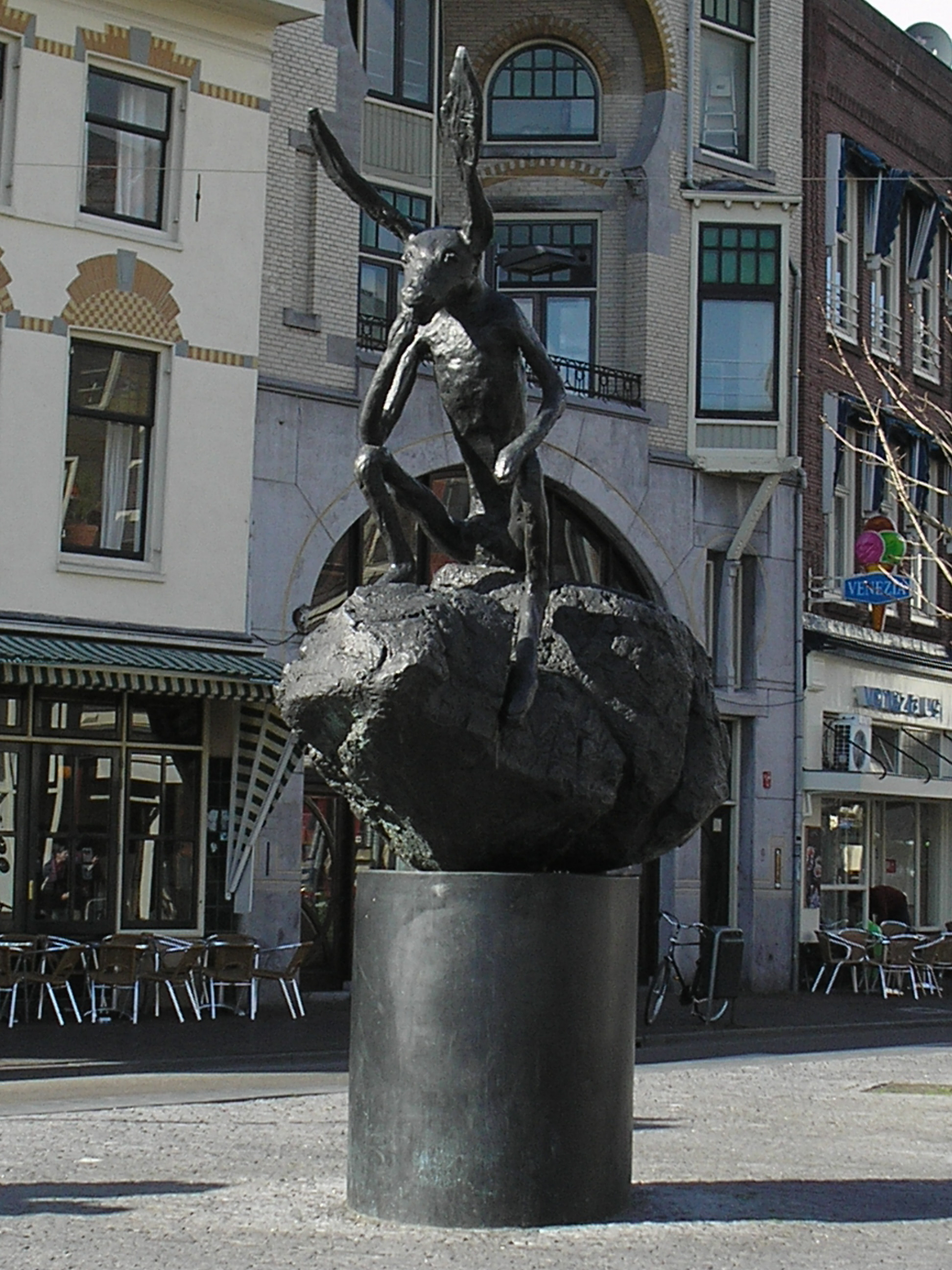
Utrecht (Nederland)
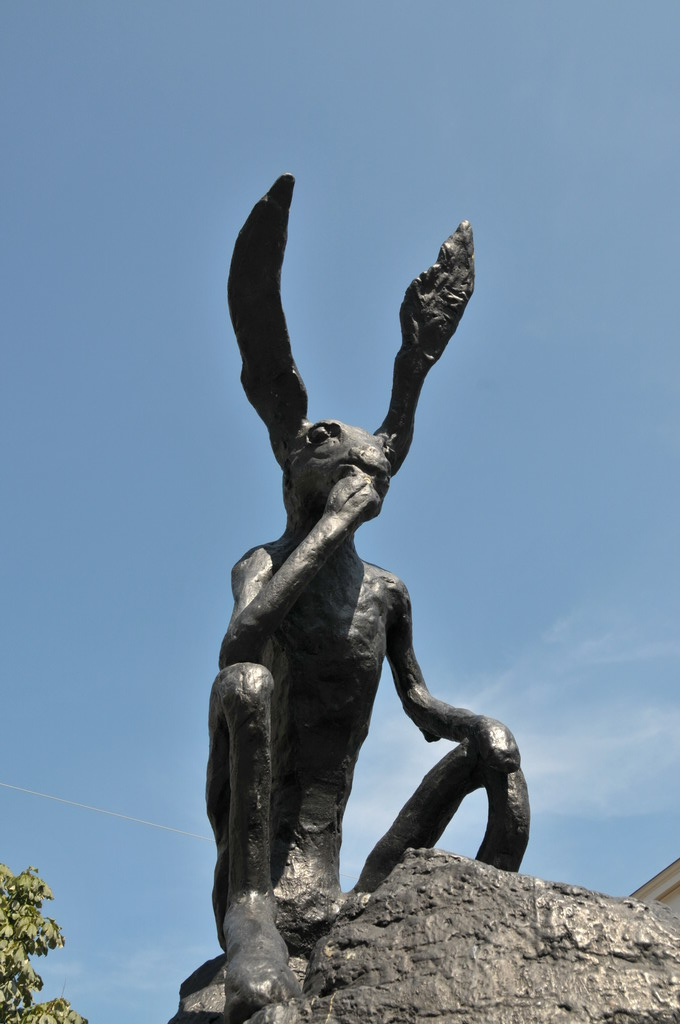
Thinker on a Rock (2002) (detail), Utrecht
Untitled sculpture in Prinsenbos (Grimbergen)